# Гіркий чай генерала Йєна
«Гіркий чай генерала Йєна» (англ. The Bitter Tea of General Yen) — американська драма 1933 року режисера Френка Капри. У головних ролях Барбара Стенвік і Нільс Астер. Основана на романі 1930 року «Гіркий чай генерала Йєна» американського письменника Ґрейса Зарінґа Стоуна, ця докодексова стрічка оповідає про красиву американську місіонерку у Шанхаї протягом громадянської війни, яка потрапляє в битву, намагаючись врятувати групу дітей-сиріт. Знепритомнілу, її рятує китайський військовий генерал і приносить до себе в палац. Генерал закохується в наївну молоду жінку, проте вона бореться зі зростаючими почуттями до могутнього генерала і чинить опір його залицянням. В фіналі дівчина відкриває свої почуття і переходить на бік генерала, але їхнє кохання приречене через громадянську війну.
Гіркий чай генерала Йєна був першим фільмом, який демонструвався у театрі Radio City Music Hall після його відкриття 3 січня 1933 року. Також це один з перших фільмів, який відкрито показував міжрасовий сексуальний потяг. Після виходу на великі екрани зустрінутий досить прохолодно і критиками, і глядачами, а пізніше затьмарений наступними кінороботами Капри. В останні роки фільм значно виріс у оцінці критиків. У 2000 році стрічка відібрана британським кінокритиком Дереком Малькольмом як один зі ста найкращих фільмів у рейтингу The Century of Films.

## У головних ролях
- Барбара Стенвік — Меґан Девіс
- Нільс Астер — Генерал Йєн
- Тосія Морі — Ма—Лі
- Волтер Конноллі — Джонс
- Ґевін Ґордон — лікар Роберт Страйк
- Люсьєн Літлфілд — містер Джексон
- Річард Лу — капітан Лі
- Елла Голл — місіс Амелія Гансен